# Sara Luz Morales Lázaro
Sara Luz Morales Lázaro (Veracruz) es doctora en Genética y Biología Molecular y profesora-investigadora en el Instituto de Fisiología Celular de la UNAM. Ha sido reconocida con la Beca L'Oréal-UNESCO para mujeres en la Ciencia (2014). Sus investigaciones se centran en entender y detallar los mecanismos moleculares y celulares asociados a la generación del dolor. Específicamente se dedica a estudiar la regulación de la expresión genética de los canales iónicos pertenecientes a la familia de los TRPs (por sus siglas en inglés: Transient Receptor Potencial).

## Trayectoria académica
Se graduó de licenciatura con la especialidad en Química Farmacéutica Biológica en la Universidad Veracruzana. Obtuvo la maestría y doctorado en Ciencias con especialidad en Genética y Biología Molecular en el Centro de investigación y de estudios Avanzados (CINVESTAV). Posteriormente hizo una estancia postdoctoral en el Instituto de Fisiología Celular, UNAM, México. Desde el 2014 es profesora-investigadora en el Instituto de Fisiología Celular de la UNAM.

## Premios y distinciones
- Beca L'Oréal para mujeres en la Ciencia (2014).[7]
- Estímulo a la investigación médica "Miguel Alemán Valdés" (2018).[8]

## Publicaciones destacadas[9]
- Lysophosphatidic acid directly activates TRPV1 through a C-terminal binding site.[10]

- Inhibition of TRPV1 channels by a naturally occurring omega-9 fatty acid reduces pain and itch.[11]

- Multiple Mechanisms of Regulation of Transient Receptor Potential Ion Channels by Cholesterol.[12]
- Epithelia-Sensory Neuron Cross Talk Underlies Cholestatic Itch Induced by Lysophosphatidylcholine.[13]
- Nuclear and nuclear envelope localization of dystrophin Dp71 and dystrophin-associated proteins (DAPs) in the C2C12 muscle cells: DAPs nuclear localization is modulated during myogenesis.[14]